# Bob Bingham
Bob Bingham (Seattle, 29 ottobre 1946 – Carmel, 8 febbraio 2025) è stato un cantante e attore statunitense, maggiormente ricordato per il ruolo di Caifa nell'opera di Andrew Lloyd Webber e Tim Rice Jesus Christ Superstar.

## Biografia
La prima apparizione di Bingham fu in una produzione di Hair nella sua città natale Seattle. Bingham creò il ruolo di Caifa nella versione originale di Jesus Christ Superstar e lo rappresentò nell'originale produzione di Broadway, che venne messa in scena dal 1971 al 1973. Con Barry Dennen (Pilato) e Yvonne Elliman (Maria Maddalena), Bingham riprese il suo ruolo nel film del 1973.
Nel 1993 ebbe un ruolo nel film The Nostril Picker.

## Filmografia
- Jesus Christ Superstar, regia di Norman Jewison (1973)